# Blue Erotic Climax
Blue Erotic Climax è un film pornografico del 1980 diretto da Alexander Borsky (alias Claudio Bernabei) e Joe D'Amato.

## Trama
In seguito ad una telefonata anonima, il Commissario Albert si reca in una villa per indagare su un ipotetico caso di omicidio. Qui interroga i ricchi proprietari, Margherita Jouvon e Arold Davè, che si stupiscono delle accuse e affermano di non sapere nulla. Nella villa sono anche presenti alcuni ospiti: Patricia, un'amica della moglie, Walter, un collega del marito, e i giovani coniugi Gerald e Federica. Julienne, una ragazza conosciuta la sera prima e ospitata nella villa in seguito ad un guasto alla macchina, non è presente nella sua stanza. A questo punto il commissario interroga uno ad uno i presenti e giunge alla conclusione che sono tutti colpevoli dell'omicidio di Julienne. Tuttavia la ragazza riappare alla porta e spiega di aver fatto la telefonata anonima e inscenato il proprio omicidio per poter conoscere il commissario, da cui è attratta.

## Distribuzione
Al film venne concesso il visto censura con il divieto ai minori di 18 anni nel settembre del 1980. Furono tagliate alcune scene, per un totale di 15,5 metri di pellicola.
Blue Erotic Climax venne distribuito nei cinema italiani nell'ottobre del 1980 da Indipendenti Regionali. Venne distribuito anche in Francia con il titolo Symphonie érotique nel marzo del 1981.